# Катајли (Казерта)
Катајли је насеље у Италији у округу Казерта, региону Кампанија.
Према процени из 2011. у насељу је живело 91 становника. Насеље се налази на надморској висини од 337 м.